# Die Wahrheit im Morgenlicht

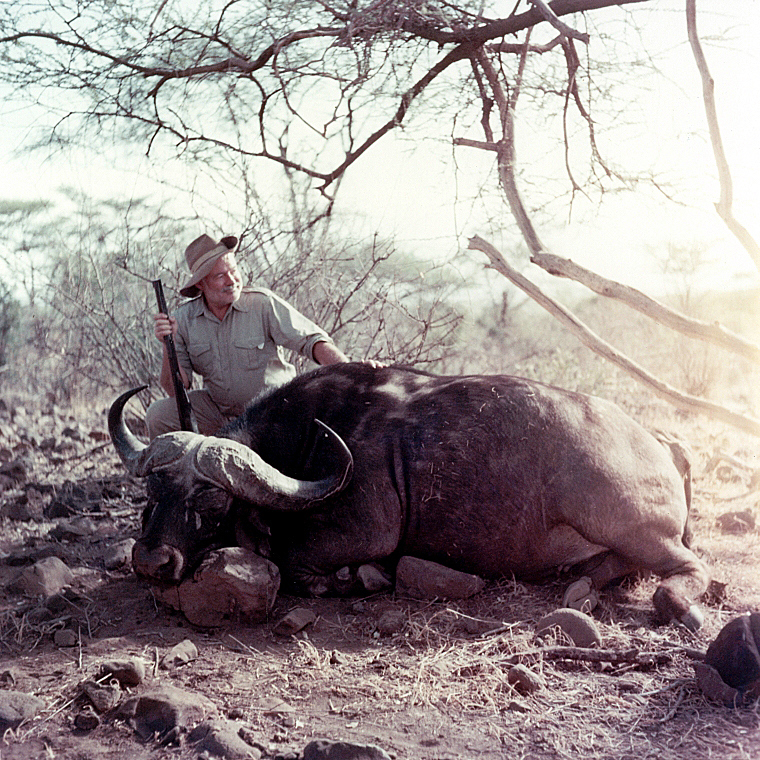
Hemingway, 1953/1954 während einer Safari in Afrika

Die Wahrheit im Morgenlicht (im Original True At First Light) ist ein nonfiktionales Buch von Ernest Hemingway. Das Manuskript wurde 1999 von seinem Sohn Patrick Hemingway beim Verlag Charles Scribner’s Sons veröffentlicht. Für den deutschen Buchmarkt wurde das Werk von Werner Schmitz im Rowohlt Verlag übersetzt.

## Entstehung und Veröffentlichung
Hemingway unternahm 1953 eine zweite Safari in Afrika und beschloss, noch während der Reise seine Erlebnisse literarisch umzusetzen. Dies hatte er bereits in den 1930er-Jahren mit Die grünen Hügel Afrikas getan. Er schrieb bis 1954 an dem Werk, bis die Arbeit schließlich ins Stocken geriet. In den 1950er-Jahren schrieb Hemingway an vielen Manuskripten, die er jedoch alle nicht restlos vollendete, geschweige denn zur Veröffentlichung vorbereitete.
Das Manuskript von Die Wahrheit im Morgenlicht befand sich in Hemingways Nachlass und wurde von seiner Witwe Mary Hemingway in den 1970er-Jahren der John F. Kennedy Library übergeben. Über Umwege geriet es schließlich in den 1990er-Jahren in die Hände Patrick Hemingways, der es für eine Veröffentlichung vorbereitete, die schließlich 1999 (38 Jahre nach dem Suizid des Autors) stattfand. Patrick Hemingway soll das Manuskript um über die Hälfte gekürzt haben, um den Plot zu straffen und auch die fiktiven Elemente des Werkes hervorzuheben.
Die Wahrheit im Morgenlicht wurde 1999 veröffentlicht. Das Werk erhielt zum größten Teil negative oder höchstens lauwarme Kritiken von der nationalen und internationalen Fachpresse und löste die kontroverse Diskussion aus, ob man Werke eines Autors aus dem Nachlass veröffentlichen sollte; vor allem dann, wenn sie der Reputation des Autors deutlich schaden würden. Ralph Blumenthal von der New York Times sagte über das Werk, dass es nicht an die früheren Non-Fiction-Werke (bzw. seine autobiografische Fiktion) herankomme, und er bezweifelte, dass der Autor dieses Werk als sein letztes veröffentlichtes Werk gewollt hätte. Vieles spreche dafür, dass Hemingway das Manuskript nie habe veröffentlichen wollen.
Kommerziell war das Buch jedoch ein Erfolg und schaffte es auf die New-York-Times-Bestsellerliste.

## Under Kilimanjaro
2005 erschien unter der Leitung von Robert W. Lewis und Robert E. Fleming eine zweite, längere Fassung des Manuskriptes unter dem Titel Under Kilimanjaro. Diese Fassung wurde 2007 mit einem Eric Hoffer Award ausgezeichnet und erhielt günstigere Kritiken, allerdings wurde sie bisher nicht ins Deutsche übersetzt.

## Inhalt und Genre
Das Buch handelt von einer Jagdsafari in Afrika im Jahr 1953. Hemingway behandelt zwischen den unterschiedlichen Jagdtripps Themen wie die Ehe, die Beziehungen zwischen ausländischen Jägern und Einheimischen, sowie das Schreiben. So gibt es Exkurse über verschiedene Schriftsteller und Hemingways Zeit in Paris in den 1920er-Jahren. Auch Hemingways Schreibblockaden werden thematisiert. Anders als bei Die grünen Hügel Afrikas, steht nicht unbedingt die Jagd im Vordergrund. Es gibt ganze Kapitel, die sich nur mit den Einheimischen beschäftigen und die Beziehung des Ich-Erzählers zu ihnen. Den größten Teil des Werkes nimmt eine Löwenjagd ein; denn Mary, die Frau des Protagonisten, geht seit längerer Zeit einem Löwen nach, den sie schließlich erlegen wird.
Zu Beginn des Buches findet der sogenannte Mau-Mau-Krieg statt, der das Lager bedroht und den die Hemingways nur deshalb überleben, weil ihre Jagdbegleiter und Diener nicht zu den Rebellen überlaufen.
In Fachkreisen und in der Hemingway-Forschung wird gerne darüber diskutiert, welchem Genre das Werk zugerechnet werden sollte. Ob es nun ein Roman sei oder ein Non-Fiction-Werk wie das erste Safari-Buch Die grünen Hügel Afrikas. Tatsächlich handelt es sich um eine Art fiktionalisierten Tatsachenbericht. Namen und Orte wurden vom Autor nicht geändert. Der Ich-Erzähler wird mit Ernest oder Ernie angesprochen, was eine Eins-zu-eins-Identifikation mit dem Autor zulässt. Einige Handlungselemente sind jedoch erfunden, weshalb das Werk nicht ganz als Memoire gelesen werden kann.